# Marián Had

Marián Had (Ružomberok, 16 de Setembro de 1982) é um futebolista eslováco, que joga actualmente no Lokomotiv, do campeonato russo de futebol.
Durante a primeira metade da época 2007-2008 actuou no Sporting, por empréstimo do Lokomotiv, no entanto como não se conseguiu impor na equipa, regressou à equipa que detinha o seu passe.
Em 2008 ainda actuou pelo Lokomotiv. Em Julho da época 2008/09 esteve emprestado ao Sparta de Praga pelo Lokomotiv. Em 2009/10 transferiu-se para o Slovan Bratislava